# فانوس‌ماهی الکترون
فانوس‌ماهی الکترون (نام علمی: Electrona carlsbergi) نام یک گونه از تیره فانوس‌ماهی است.